# Shepardson Microsystems
Shepardson Microsystems, Inc. (SMI) era uma pequena empresa de software fundada em Saratoga que produzia sistemas operativos e linguagens de programação para computadores Atari 8-bit e Apple II. SMI tornou-se conhecida por ser autora do Atari BASIC.
Nos inícios de 1981, a SMI concluiu que os seus produtos BASIC e DOS não eram mais viáveis, e permitiu que fossem adquiridos por Bill Wilkinson e Mike Peters, que formaram a Optimized Systems Software.

## CP / M
A empresa começou na área de microcomputadores produzindo uma série de intérpretes de BASIC para o crescente mercado de computadores S-100 bus. Seu primeiro produto foi o Cromemco 16k BASIC, que, como o nome indica, foi planejado para rodar em computadores Cromemco Z-series Z80 com 16 kB de RAM.